# ۱۶۷ (پیش از میلاد)
۱۶۷ (پیش از میلاد) ۱۶۷مین سال قبل از تقویم میلادی است.